# Martin Winter (Logiker)
Martin Winter (* 1553 in Torgau; † 20. Mai 1595 in Königsberg) war ein deutscher Dichter und Logiker und Philologe.

## Leben
Winter war der Sohn des sächsischen ersten Hofpredigers Salomo Winter (1526–1557) und dessen Frau und dessen Frau Magaretha (geborene Coler; ⚭ 1553). Er absolvierte seit dem 15. Oktober 1572 ein Studium an der Universität Wittenberg. Hier hatte er die Vorlesungen an der philosophischen Fakultät besucht, wo Caspar Peucer, Wolfgang Crell d. Ä., Esrom Rüdiger, Bartholomäus Schönborn, Johann Praetorius und Hieronymus Schaller die Vorlesungen als Professoren gestalteten. Unter dem Dekan der philosophischen Fakultät Martin Heinrich hatte er am 9. März 1574 den akademischen Grad eines Magisters der philosophischen Wissenschaften erworben.
1576 ging er als Konrektor an die Altstädtische Schule nach Königsberg und wurde 1579 Archipädagoge am dortigen, mit der Universität verbundenen Pädagogium. 1582 berief man ihn zum Professor für Dichtkunst an die Universität Königsberg und 1589 übernahm er die Professur der Logik und Metaphysik (Dialektik). Von seinen Schriften ist eine Dissertation de argumentatione bekannt. Er beteiligte sich auch an den organisatorischen Aufgaben der Königsberger Hochschule. So hatte er 1589 die Geschicke der Hochschule als Rektor der Alma Mater geleitet. 1595 wurde er abermals zum Rektor gewählt. Er verstarb in dieser Amtszeit.

## Familie
Winter heiratete 1581 Barbara (geborene Cramer), Tochter des Kneiphofer Bürgers Christoph Cramer.
Aus der Ehe stammen die Kinder
- Christian Winter von Sternfeld (* 8. Juli 1582; † 5. Juli 1653) kurfürstlicher Rat und Fiskal, Regiments-Sekretär a. D. in Königsberg, Erbherr auf Witershein, verheiratet mit Helena Werdelmann aus Kurland.
- Salomon Winter
- Martin Winter, lebte 1595
- Wolfgang Winter lebte noch 1595
- Ursula Winter lebte noch 1595